# Hoplosauris heliconoides
Hoplosauris heliconoides är en fjärilsart som beskrevs av Butler 1882. Hoplosauris heliconoides ingår i släktet Hoplosauris och familjen mätare. Inga underarter finns listade i Catalogue of Life.